# Matjaž Vipotnik
Matjaž Vipotnik, slovenski grafični oblikovalec, * 29. september 1944, Ljubljana, † 10. november 2016, Ljubljana.

## Življenje in delo
Študiral je na milanski akademiji Brera (kjer je 1972 diplomiral iz slikarstva) ter vzporedno še na Visoki šoli za industrijsko oblikovanje Castello Sforzesco. V Milanu je deloval v več umetniških skupinah, v Ljubljani pa v Studiu MSSV ter kasneje ustanovil svoj oblikovalski studio. Oblikoval je plakate za kulturne prireditve, gledališke predstave in filmske projekte, tudi scenografije, knjige, celostne podobe (Obletnica Ivana Cankarja) in druga gradiva s področja grafičnega oblikovanja. S svojimi vidnimi sporočili je razširil recepcijo vidnih sporočil iz gledališkega v družbeno okolje in jih tako uveljavil kot pomensko relevantna, privlačna in dejavna v informacijsko večsmernem in večplastnem prostoru, v katerem komunicirajo ljudje z različnimi interesi in različno pripadnostjo.
Matjaž Vipotnik je prejel več mednarodnih in nacionalnih priznanj: leta 1972 skupinsko Župančičevo nagrado, 1975 nagrado Prešernovega sklada, 1977 skupinsko Prešernovo nagado in februarja 2012 Prešernovo nagrado za življenjsko delo ter 2015 srebrni red za zasluge Republike Slovenije.